# Charles de la Cerda

Wappen des Prinzen Charles de la Cerda

Charles de la Cerda oder Charles d’Espagne dit de la Cerda (* 1326; † 8. Januar 1354 in L’Aigle) war ein Connétable von Frankreich und Graf von Angoulême.
Er war ein Sohn von Alphonse de la Cerda (* 1271, † 1327) und der Isabelle d’Antoing († 1364). Sein Urgroßvater väterlicherseits war der kastilische Infant Ferdinand de la Cerda, dessen Ehefrau Blanche eine Tochter von König Ludwig IX. dem Heiligen war. Charles’ älterer Bruder war Louis de la Cerda. 1325 heiratete er Margarete von Blois, Tochter von Karl von Blois, Herzog von Bretagne.
Als Nachkomme der Herrscher von Kastilien wurde er in Frankreich erzogen, gemeinsam mit dem späteren König Johann II. dem Guten, dessen Jugendfreund er war und späterer Favorit er wurde.
Bei der Niederlage am 29. August 1350 gegen den englischen König Eduard III. in der  Seeschlacht von L’Espagnols-sur-Mer (auch Seeschlacht von Winchelsea genannt) war er der Befehlshaber auf der kastilischen Seite.
Wenige Tage zuvor war der französische König Philipp VI. gestorben und hatte Johann II. den Thron bestiegen. Charles de la Cerda war dadurch seinem Ziel, den Titel des Connétable von Frankreich zu erhalten, ein Stück näher gekommen. Als dann am 18. November 1350 der Amtsinhaber, Raoul II. de Brienne, verhaftet und tags darauf ohne Prozess hingerichtet wurde, war der wesentliche Hinderungsgrund für seine Karriere aus dem Weg geräumt.
Tatsächlich wurde Charles de la Cerda im Folgejahr zum Connétable ernannt – sowie zum Grafen von Angoulême. Diese Ernennung führte dazu, dass de la Cerda in Karl dem Bösen, dem König von Navarra, einen mächtigen Gegner bekam, da Karl die Grafschaft Angoulême als Erbe seiner zwei Jahre zuvor verstorbenen Mutter beanspruchte, und sich nun übergangen sah, ebenso wie er sich schon bei der Thronfolge in Frankreich an die Seite gesetzt fühlte.
König Johann II. versuchte, Karl durch die Ehe mit seiner Tochter (1353) zu beschwichtigen – ohne Erfolg: Am 8. Januar 1354 ließ Karl den Connétable in der Gaststätte „Truie-qui-File“ in L’Aigle durch einen seiner Männer, Jean le Soult (genannt Le Bascon), ermorden.